# Remerschen

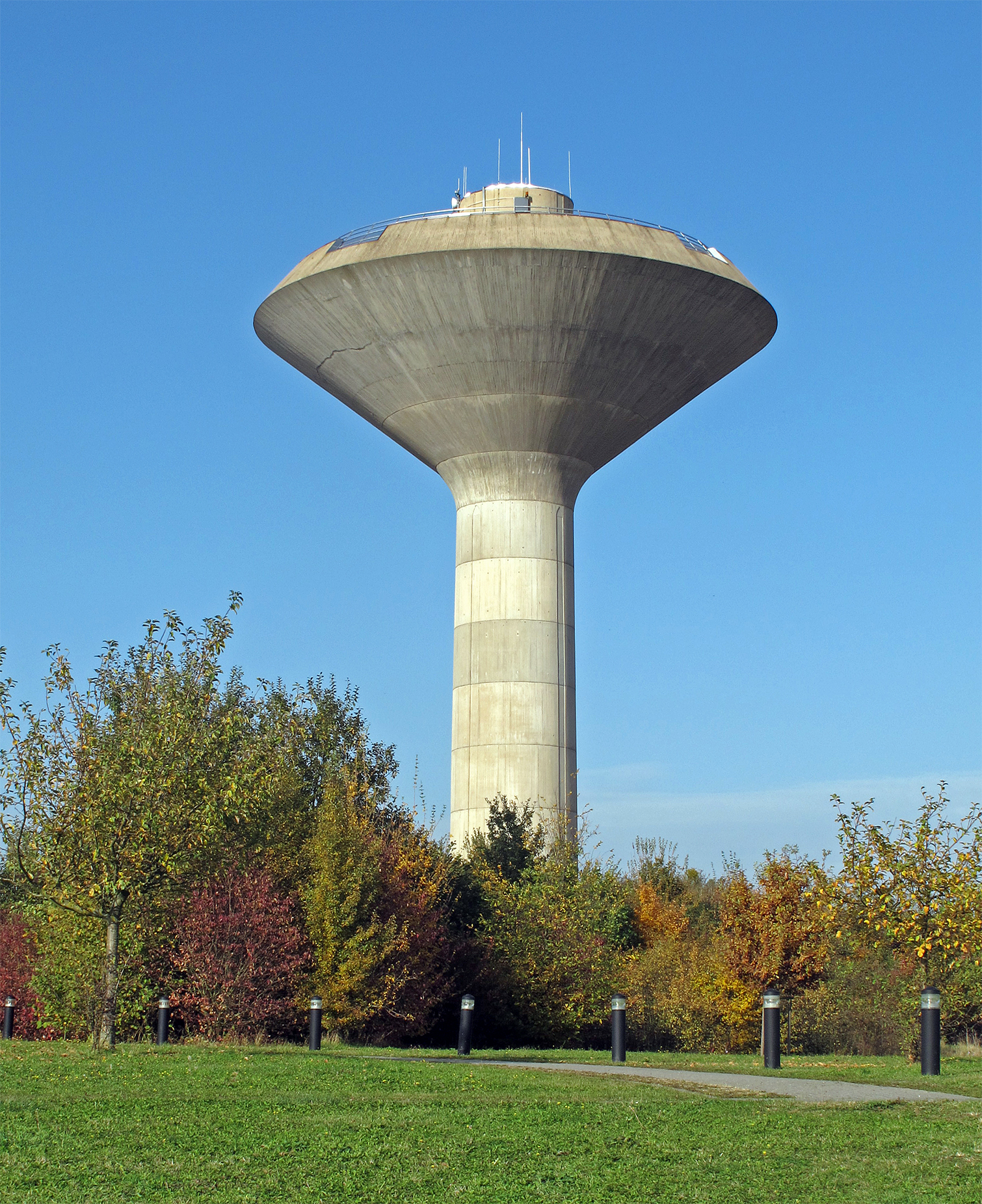
Dipòsit d'aigua a Remerschen.

Remerschen (en luxemburguès: Rëmerschen localment: Riemëschen); en alemany: Remerschen) és una vila de la comuna de Schengen, situada al districte de Grevenmacher del cantó de Remich. Està a uns 21 km de distància de la ciutat de Luxemburg.

## Història
Remerschen era una comuna i la seu de la seva capital fins a l'any 2006, quan el nom del comuna i la seva capital es van convertir en Schengen per la fama del nom dels Acords de Schengen europeus. Schengen va esdevenir la seu administrativa l'any 2012 després de la fusió amb Wellenstein et Burmerange.